# لوسي جارنر
لوسي جارنر (بالإنجليزية: Lucy Garner) هي دراجة بريطانية، ولدت في 20 سبتمبر 1994 في ليستر في المملكة المتحدة.

## وصلات خارجية
- لوسي جارنر على موقع الاتحاد الدولي للدراجات (الإنجليزية)
- لوسي جارنر على موقع أرشيف الدراجات (الإنجليزية)
- لوسي جارنر على موقع إحصائيات الدراجات الإحترافية (الإنجليزية)
- لوسي جارنر على موقع نسبة الدراجات (الإنجليزية)
- لوسي جارنر على موقع اتحاد ألعاب الكومنولث (مؤرشف) (الإنجليزية)